# Fi Virginis
Fi Virginis (φ Vir, Elgafar) – gwiazda w gwiazdozbiorze Panny. Jest odległa od Słońca o 121 lat świetlnych.

## Nazwa
Gwiazda ta ma nazwę własną Elgafar; wywodzi się ona od arabskiego ‏الغفر‎ al Ghafr, „nakrycie” i odnosi się do jednej z arabskich „stacji księżycowych” (manzil), segmentów ekliptyki, które przemierza Księżyc w miesięcznym ruchu. Asteryzm ten tworzyły ι, κ i φ Vir. Międzynarodowa Unia Astronomiczna w 2018 roku formalnie zatwierdziła użycie nazwy Elgafar dla określenia Fi Virginis A.

## Charakterystyka
Fi Virginis to gwiazda podwójna, którą tworzy żółty podolbrzym typu G2 i pomarańczowa gwiazda ciągu głównego należąca do typu widmowego K0. Gwiazdy są odległe na niebie o około 5,3 sekundy kątowej (pomiar z 1998 roku) i mają zgodny, duży ruch własny. Jaśniejsza gwiazda ma temperaturę podobną do Słońca (ok. 5500 K) i prawie 13 razy większą jasność. Jej masa jest 1,8 razy większa od masy Słońca, ma ona 1,5 miliarda lat i stając się podolbrzymem zwiększyła promień do czterokrotnie większego niż promień Słońca.
Układowi na niebie towarzyszy trzecia gwiazda, odległa o 91,4″ (pomiar z 2000 r.), ale jej ruch własny jest zupełnie inny, a znacznie mniejsza paralaksa wskazuje, że jest to niezwiązany obiekt tła.